# Espaon
 Espaon  là một xã thuộc tỉnh Gers trong vùng Occitanie tây nam nước Pháp. Xã này có độ cao trung bình 194 mét trên mực nước biển.
Ở phía tây của xã, sông Gesse đổ vào sông Save, sông tạo thành phần lớn ranh giới phía tây.